# Mangosta d'Alexandre
La mangosta d'Alexandre (Crossarchus alexandri) és un carnívor del gènere Crossarchus de la família de les mangostes (Herpestidae).

## Descripció
La mangosta d'Alexandre és la més gran de les quatre mangostes del gènere Crossarchus. Té una mida que varia entre 30,5 i 45 centímetres, amb una cua que fa entre 15 i 25,5 centímetres i un pes entre 450 i 1.450 grams. El seu cos és prim i llarg i les seves potes curtes. Tant les potes anteriors com les posteriors tenen 5 dits amb urpes, les quals estan més desenvolupades a les extremitats del davant.
El seu pelatge gruixut i espès és de color marró, amb pèls més llargs als quarts posteriors i la cua. Al clatell té una crinera més peluda que s'estén per l'esquena. El seu musell puntegut, és més llarg que el de les altres mangostes amb les quals comparteix gènere i les seves orelles són petites i arrodonides. La seva dentadura està formada per 3 incisives, 1 canina, 3 premolars i 2 molars, que sumen un total de 36 dents.
No se'n coneix la seva longevitat.

## Distribució i hàbitat
La mangosta d'Alexandre viu a gran part de la República Democràtica del Congo, entre el riu Ubangi, al nord i el riu Kasai, al sud. També hi ha una petita població aïllada al mont Elgon, a l'oest d'Uganda.
El seu hàbitat són les selves tropicals de les terres que envolten la conca del riu Congo i els boscos de muntanya.

## Comportament
La majoria són animals diürns, tot i que, de vegades, se l'ha vist cercant aliment de nit. Viuen en grups de fins a 20 membres, els quals vaguen pel seu territori sense tenir un cau fix. Entre elles es comuniquen emetent grunyits.

## Dieta
La seva dieta està basada principalment en la ingesta d'invertebrats, com cucs, caragols i escarabats. També s'alimenta, en menor mesura, de petits vertebrats i fruits.

## Reproducció
Després d'un període de gestació de vuit setmanes, les femelles donen a llum entre 2 i 4 cries.

## Estatus de conservació
Tot i haver estat caçada per la seva carn i el seu pelatge, els nivells de caça no són preocupants i per aquesta raó ha estat classificada en risc mínim.